# Burg Stein (Gefrees)
Die Burg Stein, von der heute größtenteils nur noch die Burgkapelle, die frühere Kemenate, erhalten ist, war eine sehr frühe Burganlage der Walpoten. Sie liegt im Gemeindeteil Stein der Stadt Gefrees, Stein 32, im oberfränkischen Landkreis Bayreuth in Bayern, Deutschland.

## Geographische Lage und Beschreibung
Die Spornburg liegt auf einem nach Südosten vorspringenden, rückwärtig etwas eingeschnürten und bewaldeten Sporn über einer Flussschlinge der Ölschnitz, die unterhalb auf etwas über 420 m ü. NN auf größerer Skala nach Südwesten fließt. Die zugehörige Ansiedlung beginnt rund 100 Meter zurückgesetzt vom Burggelände auf dem sich wieder weitenden höheren und schon recht flachen Hang und erstreckt sich bis auf etwa 500 m ü. NHN.
Vollständig erhalten ist von der ehemaligen Burg nur die Kemenate, ein dreigeschossiger Bau aus dem 14. Jahrhundert, der heute ein im 17. Jahrhundert errichtetes hohes Halbwalmdach trägt. In seinen Obergeschossen befindet sich die 1686 eingerichtete Kapelle St. Michael. In Resten erhalten haben sich Teile von Wehrmauern und Fragmente der ehemaligen Burgkapelle, des Zwingers und der Vorburg. Ein erhaltener Torbogen ist mit der Jahreszahl 1548 bezeichnet.
Das Bayerische Landesamt für Denkmalpflege hat die Burg Stein in der bayerischen Denkmalliste unter der Nummer D-4-72-139-26 als Baudenkmal (landschaftsprägendes Denkmal) erfasst. Der gesamte Burgberg ist unter der Nummer D-4-5936-0068 als Bodendenkmal des Mittelalters und der Frühen Neuzeit registriert.
In Luftlinie reichlich 2 Kilometer weiter südwestlich liegen bei Bad Berneck auf einem Mündungssporn über dem Fluss die Ruinen der Wallenroder Burgen.

## Geschichte
Stein ist hauptsächlich bekannt durch seine Burganlage, die wohl um 1000 entstanden ist. 1028 wurde sie als freies Eigen der Walpoten dem Hochstift Bamberg übertragen. Bischof Rupert von Bamberg verwendete die Herrschaft Stein um 1077 zur Gründung des Stifts St. Jakob in Bamberg. Um 1100 erschien daraufhin der edelfreie Poppo „der Weiße“ von Stein als Treuhänder des Stifts St. Jakob in der Herrschaft Stein.
Im 13. oder zu Beginn des 14. Jahrhunderts scheint die Burg dann ruinös geworden zu sein, denn 1342 wurde sie mit dem Einverständnis des Bischofs Leopold von Bamberg durch Heinrich, Friedrich und Heilmann von Hirschberg neu erbaut. Damals entstand der markante Palas, der die Ansicht der Burganlage prägt. Stein wurde zur bambergischen Grenzburg gegen die Burggrafen von Nürnberg, die um 1340 das benachbarte Berneck erworben hatten. 1363 wechselte Stein in den Besitz des Rüdiger von Sparneck. Sein Sohn Hans I. von Sparneck zum Stein trat in die Dienste der Nürnberger Burggrafen ein und erschien 1360 als deren Amtmann in Burg Hohenberg.
Gegen Ende des 15. Jahrhunderts waren die Sparnecker gezwungen, Stein an die bayerischen Herzöge zu verpfänden. Markgraf Friedrich I. von Brandenburg löste 1488 die Pfänder ein, so dass Stein zur markgräflichen Amtsburg wurde. Nach dem Dreißigjährigen Krieg wurde der Zustand der Burggebäude immer schlechter. 1684 wurde die Amtshaushaltung zerschlagen und in bürgerliche Hände verkauft.
Der Kartograph Johann Christoph Stierlein skizzierte 1795 detailliert die Ruine. Er zeichnete mehrere langgezogene Verteidigungsmauern und vorgelagerte Nebengebäude, die heute nicht mehr vorhanden sind. Die Reste der Burg stehen auf einer felsigen Erhebung über dem Tal der Ölschnitz. Der Kern der Burganlage ist durch etliche Mauerreste verhältnismäßig gut erkennbar.

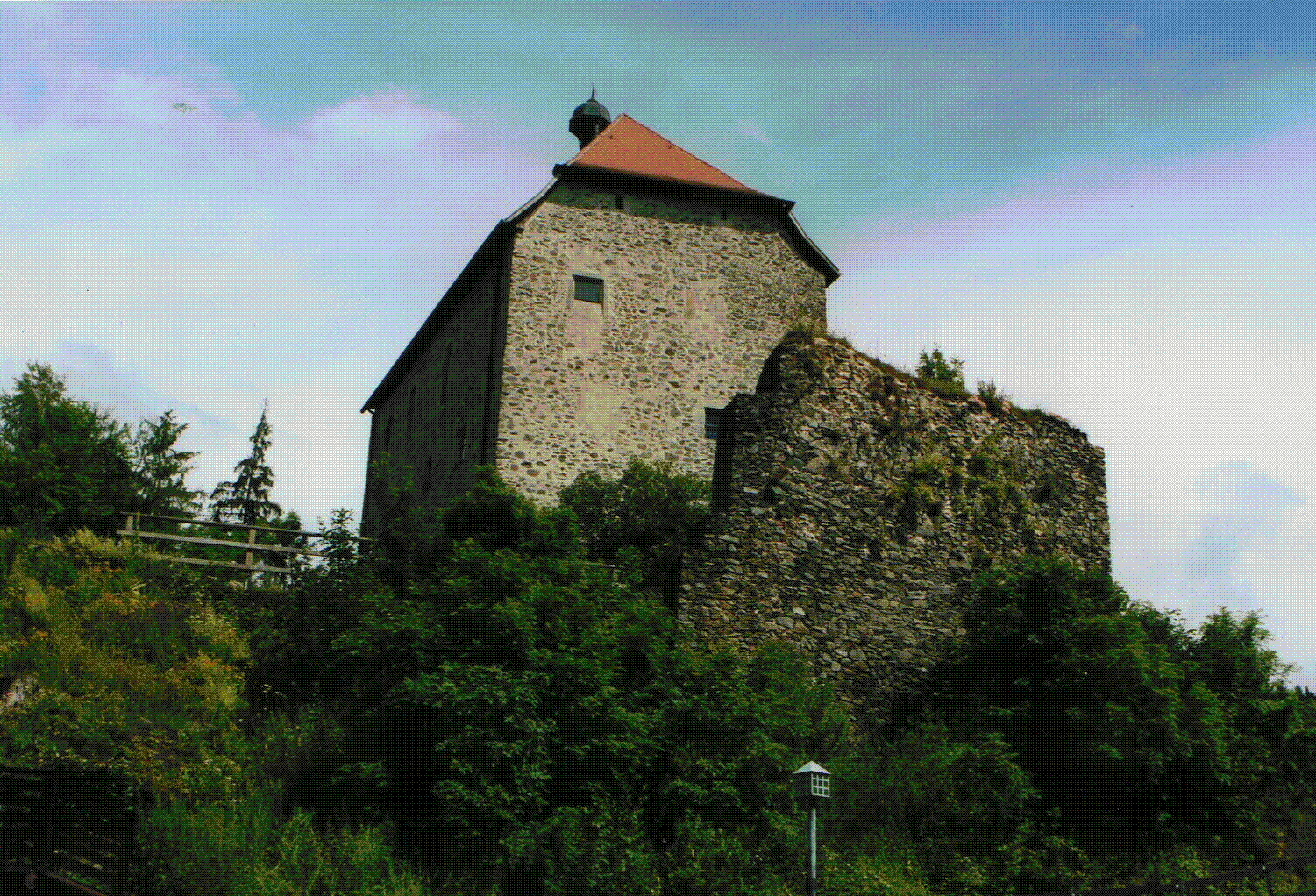
Seitenansicht des Gebäudes mit Mauerumfassung
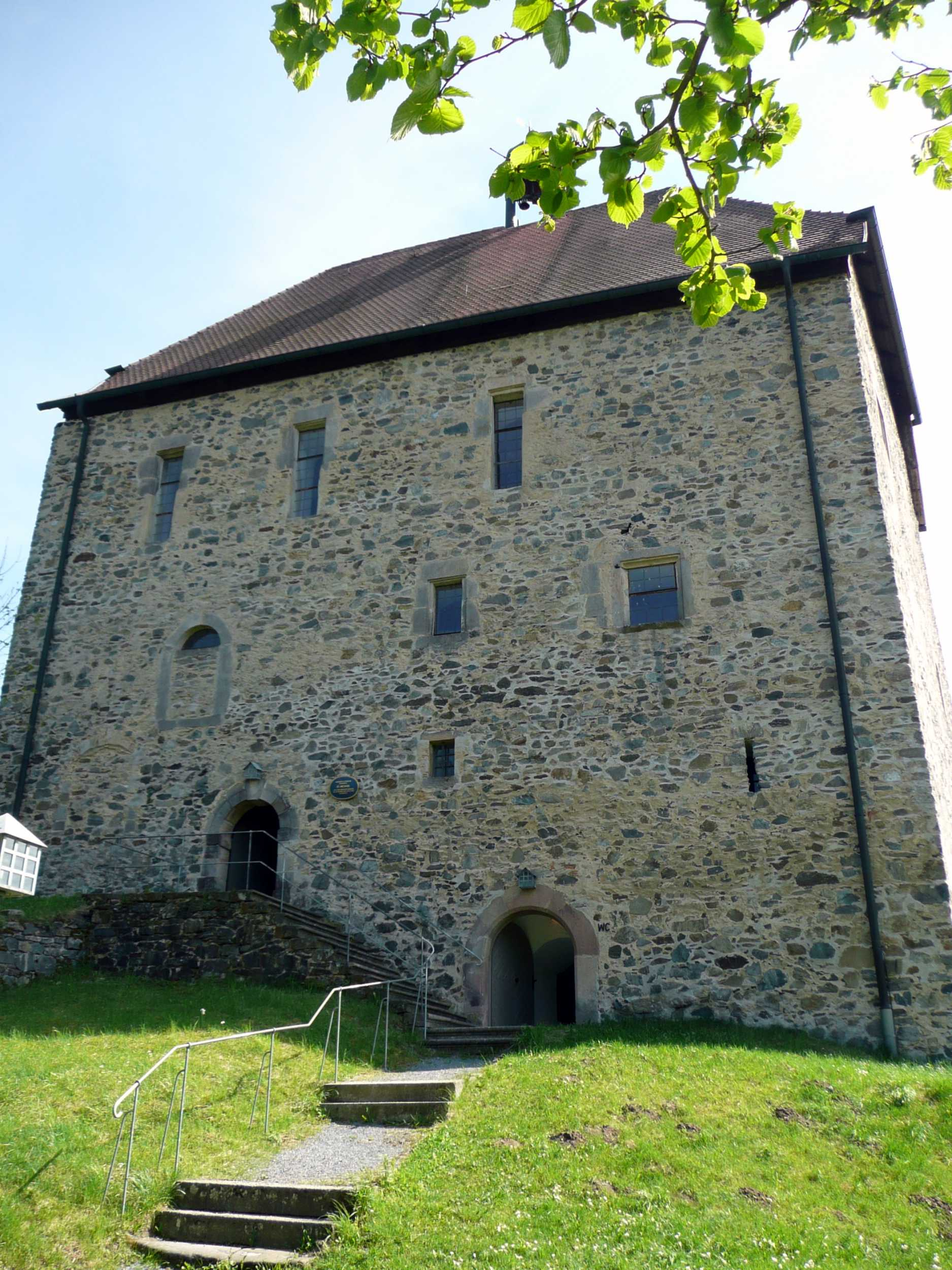
Der Palas der Burg Stein
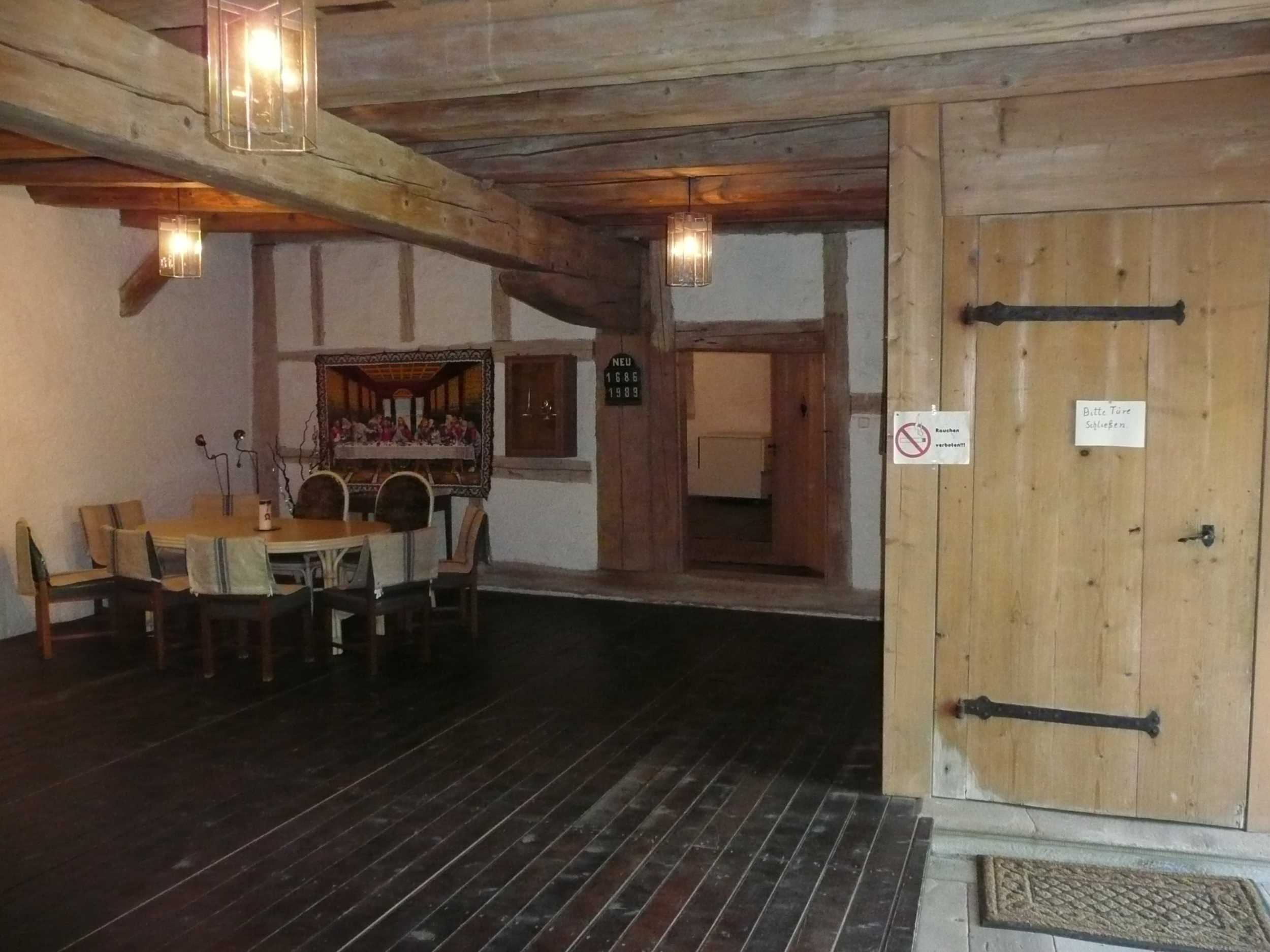
Im Erdgeschoss des Palas der Burg Stein

## Sage: Der Geiger von Stein
Es wird erzählt, dass ein unterirdischer Gang von der Burgruine Stein bis zur Ruine in Bad Berneck führt. Der Sage nach soll sich dort des Nachts Schauerliches zutragen.
Eines Tages kam ein armer Geiger, der sein Geld damit verdiente, dass er die Leute mit seiner Musik beglückte, nach Stein. Er interessierte sich sehr für die dortige Burgruine und so ging er, noch bevor er seine Herberge bezog, dorthin und ließ sie sich von einem Burgführer zeigen. Nachdem sie das alte Gemäuer eingehend betrachtet hatten, kamen sie in die Kellergewölbe und als der Geiger vor einem riesigen Tor stehen blieb, hinter dem sich ein gar gespenstisch dunkler Schlund erstreckte, schauderte er. Als der Burgführer das ängstliche Gesicht des jungen Mannes sah, sagte er mit Grabesstimme: „Wer diese Pforte durchschreitet, der wird die schauerlichsten Dinge erleben. Dinge, noch schlimmer als alles, was er je zuvor erlebt hat. Totenerscheinungen und Geister treiben des Nachts hier unten ihr Unwesen und keiner, der diese Tür jemals überschritten hat, ist wieder zurückgekehrt! Wer jedoch die Schrecknisse in diesem Gang überlebt, der wird reich belohnt.“
Hin- und hergerissen von Angst und der Aussicht auf eine ordentliche Belohnung stand der Geiger vor der Pforte. Schließlich siegte jedoch der Wunsch nach Wohlstand und so öffnete er die riesige Tür und betrat den Gang. Als der Burgführer die Pforte hinter dem Geiger geschlossen hatte, war dieser sofort in ein unheimliches Schwarz gehüllt. Plötzlich sah er nur wenige Schritte vor sich eine Bewegung im Dunkel des Ganges. Zu Tode erschreckt blieb der Mann stehen und erkannte, dass es sich bei den schauerlichen Gestalten um Leichen handelte, die sich ihm mit starren Bewegungen näherten. Weiter hinten erkannte er einen Leichenzug mit einem uralten Sarg. Der Geiger wich zurück und hoffte, dass eine erlösende Ohnmacht nach ihm griff, doch er blieb standhaft. Schließlich blieb der Leichenzug vor ihm stehen, man öffnete den Sarg und gebot ihm einzusteigen. Doch, obwohl er vor Angst keinen klaren Gedanken mehr fassen konnte, widerstand er dem Angebot und als die Schreckgestalten erkannt hatten, dass der junge Mann standhaft blieb, näherte sich ihm eine bleiche Gestalt, nur mit einem Leichentuch bekleidet und sagte ohne die Lippen zu bewegen: „Bevor du jemals wieder in die Welt der Lebenden zurückkehren kannst, musst du noch eine Aufgabe lösen!“ Er reichte dem Mann einen Sack mit Goldmünzen und forderte ihn auf, diese in zwei genau gleiche Teile zu teilen. Auch wenn sich der Geiger gleich ans Werk machte, konnte er die Aufgabe anfangs nicht lösen, denn es war eine ungerade Anzahl an Münzen. Er nahm schließlich einen scharfen Gegenstand aus seiner Jacke und ritzte die eine Münze ein, sodass man sie in zwei Teile brechen konnte. Als der Tote gesehen hatte, wie der Mann die Aufgabe gelöst hatte, reichte er ihm den Sack und entließ ihn in die Freiheit, wo er vom Burgführer freudig in Empfang genommen wurde. So musste der Mann nie mehr in Armut leben und führte ein glückliches Leben bis zu seinem Tode.

## Burgkapelle St. Michael

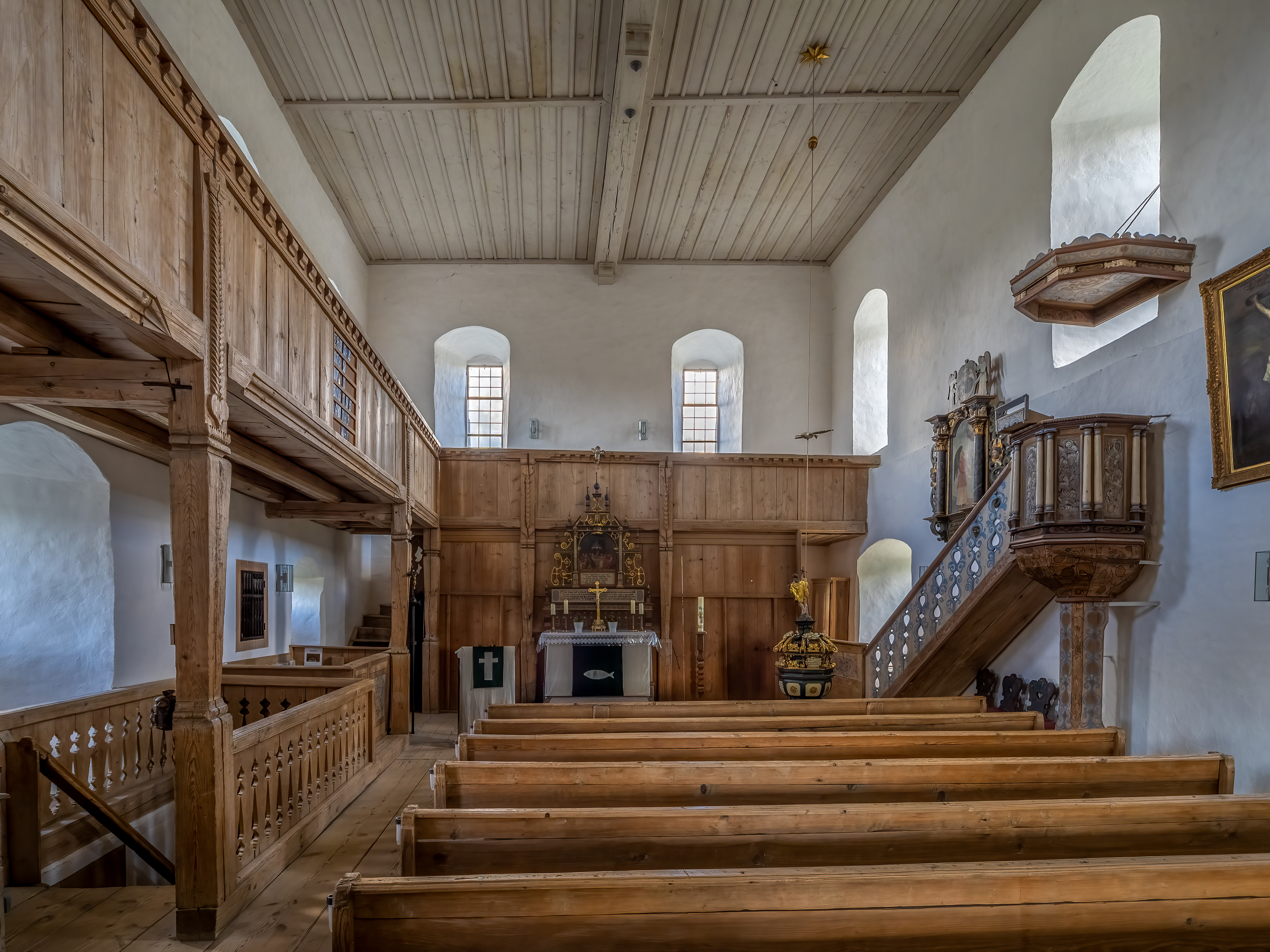
Burgkapelle St. Michael

Bereits 1377 wurde eine von Hans I. von Sparneck errichtete Burgkapelle auf den Namen St. Michael geweiht. Sie befand sich im Bereich des Zwingers unmittelbar vor dem Zugang zur Kernburg. Die Ruine dieser frühen Kapelle kann man am nordöstlichen Rand der Burganlage erkennen.
Seit den Wirren des Dreißigjährigen Krieges gehörte sie dem evangelischen Bekenntnis an. Fast 40 Jahre später kaufte 1686 die evangelische Kirche die Burgruine Stein vom katholischen Erzbistum Bamberg. Die Obergeschosse des vollständig erhaltenen mehrstöckigen Baus des Palas der Burg, des sogenannten Ritterhauses, gestaltete der damalige Amtmann Johann Jakob Baßler von Basel in die Sankt-Michaels-Kapelle um, wie sie noch erhalten ist. Seither wurde allein die Kapelle baulich unterhalten, der Rest der Burg Stein dem Verfall preisgegeben.
Der Altar der Burgkapelle stammt aus Goldkronach. Die Orgel gehörte früher einem evangelischen Mädchengymnasium in Taufkirchen.
Die Burg Stein gehört zum Kirchenbesitz des Dekanats Bad Berneck, die Burgkapelle wird von der evangelisch-lutherischen Kirchengemeinde Bad Berneck verwaltet. Zu besonderen Anlässen finden Gottesdienste und andere Veranstaltungen statt.

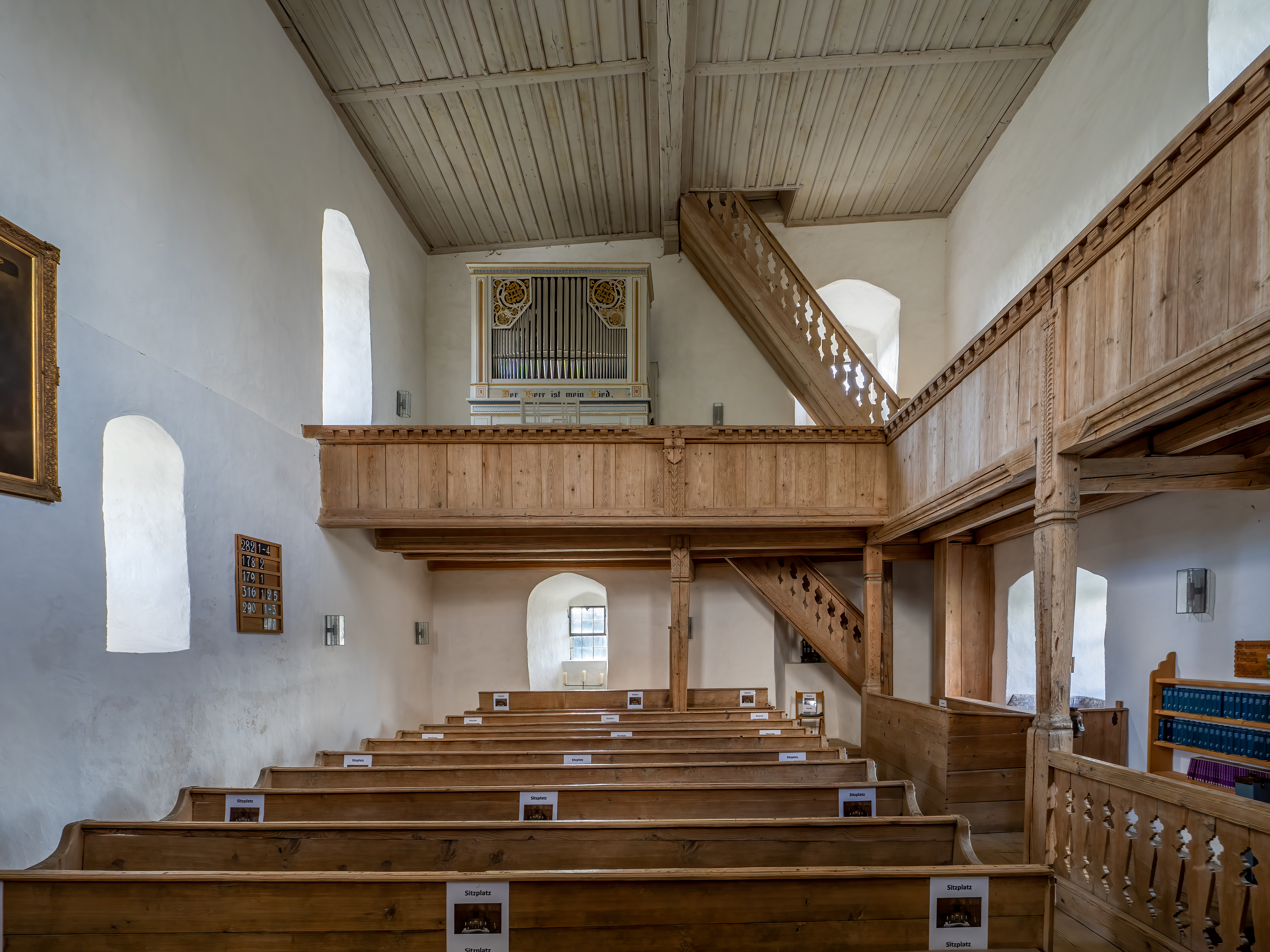
Blick in die Burgkapelle
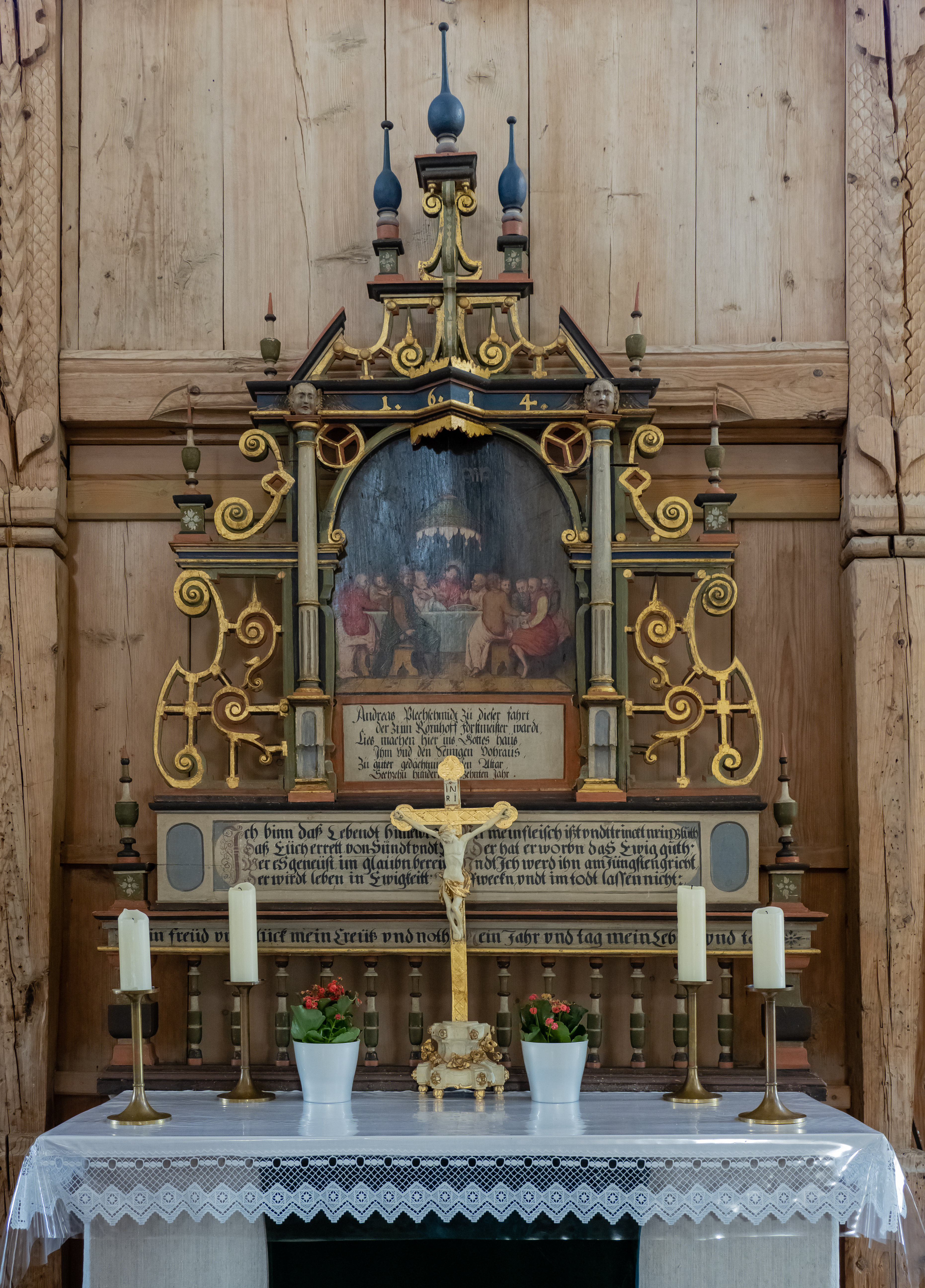
Der Altar in der Burgkapelle
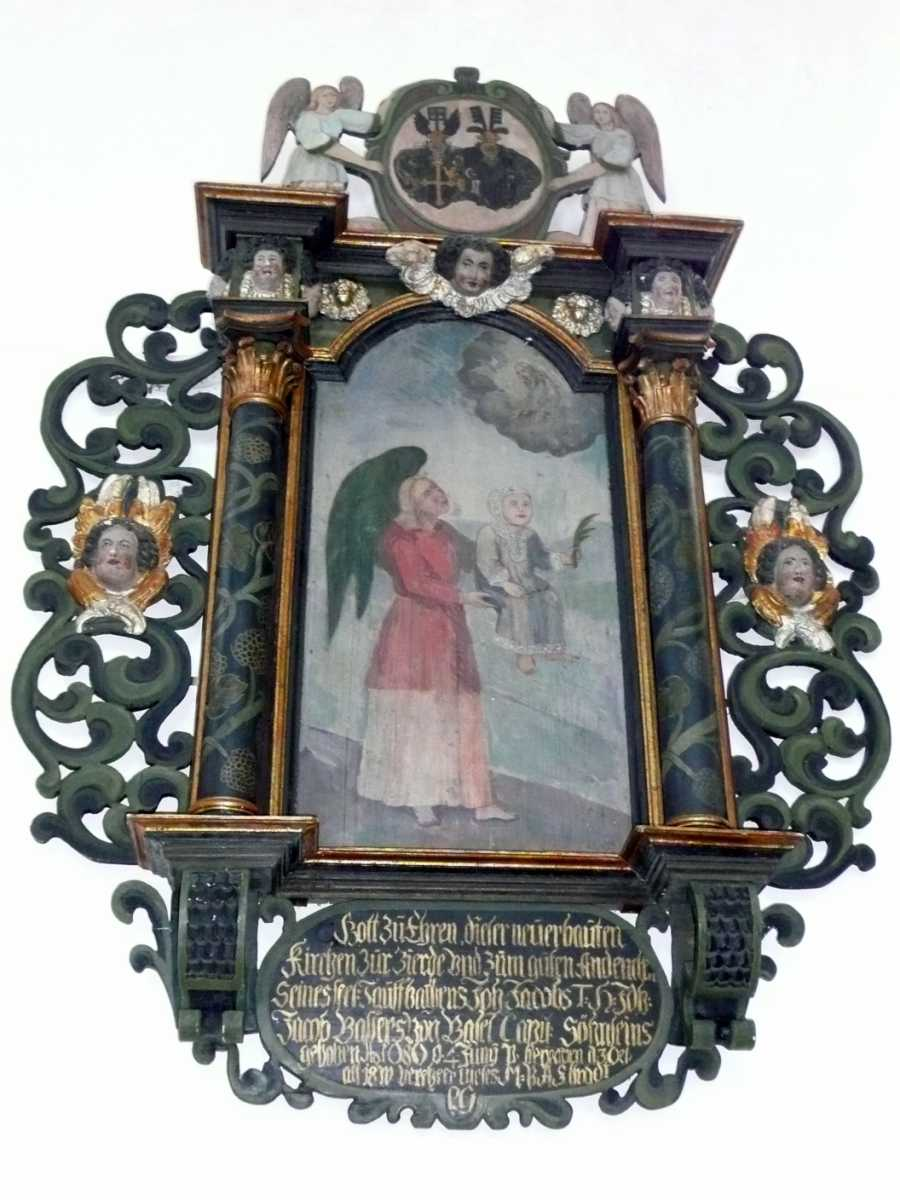
Epitaph für den Sohn von Johann Jakob Baßler aus Basel († 1668) über der Kanzeltreppe